# Parafia św. Andrzeja Kima w Moskwie
Parafia św. Andrzeja Kima w Moskwie – rzymskokatolicka parafia personalna dla katolików koreańskich znajdująca się w archidiecezji Matki Bożej w Moskwie w dekanacie centralnym.
Parafia działa przy katedrze Niepokalanego Poczęcia Najświętszej Marii Panny w Moskwie.

## Historia
Władze państwowe zarejestrowały parafię 25 listopada 2002.